# Anaëlle Tourret
Anaëlle Tourret (* 1992 in Orléans) ist eine französische Harfenistin.

## Leben
Anaëlle Tourret erhielt zunächst eine Ausbildung als Harfenistin bei Ghislaine Petit-Volta und Nicolas Tulliez in Frankreich. Später studierte sie bei Andreas Mildner (Lehrbeauftragter an der Hochschule für Musik in Würzburg) und bei Xavier de Maistre an der Hochschule für Musik und Theater in Hamburg.
Sie startete nach Beendigung der Ausbildung bei dem NDR Elbphilharmonie Orchester im Jahr 2018 als Soloharfenistin. Anaëlle Tourret tritt seitdem immer wieder als Solistin auch mit verschiedenen anderen Orchestern (u. a. dem Orchestre Philharmonique de Radio France, dem Philharmonischen Staatsorchester Hamburg und Helsingborger Symphonieorchester) auf. 2019 konnte man sie als Solistin bei der Uraufführung von Camille Pépins Konzert für Harfe, Marimba und Orchester Aether an der Opéra de Toulon hören.
Sie war Preisträgerin bei den nach bekannten Harfenisten Lily Laskine und Félix Godefroid benannten Wettbewerben. 2015 erhielt sie zudem den 2. Preis bei dem 19. Internationalen Harfenwettbewerb in Israel und im Jahr 2019 wurde sie schließlich mit dem renommierten Berenberg Kulturpreis ausgezeichnet.
2021 veröffentlichte Anaëlle Tourret eine erste Solo-Einspielung mit dem Titel Perspectives auf CD. Für diese Erstveröffentlichung wurde sie für den International Classical Music Award 2023 nominiert.

## Auszeichnungen
- 2015: 2. Preis beim 19. Internationalen Harfenwettbewerb in Israel
- 2019: Berenberg Kulturpreis

## Diskografie
- 2021: Perspectives – Soloinstrument ohne Orchester (Es-Dur/Naxos)